# Alfonso Bedoya
Benito Alfonso Bedoya y Díaz de Guzmán (Vicam, 16 d'abril de 1904 – Ciutat de Mèxic, 15 de desembre de 1957) va ser un actor mexicà que apareixia sovint en pel·lícules dels EUA.

## Biografia
Bedoya va néixer en la petita ciutat de Vicam, Sonora, Mèxic, d'ascendència índia Yaqui, fill de Norberto Bedoya Perea i Ignacia Díaz de Guzmán. Va tenir una infantesa nòmada a Mèxic, viatjant per tot el país amb els seus pares i 19 germans. Amb 14 anys va emigrar als Estats Units i va ser educat a Houston, Texas. Va deixar l'escola i va treballar al ferrocarril, com a rentaplats, cambrer, i recollidor de cotó.
Bedoya troba feina com a actor secundari a la indústria del cinema estatunidenc i mexicà en els anys 1930 i 1940. Durant aquell temps, va treballar en 175 pel·lícules mexicanes. La seva última pel·lícula, Grans horitzons, va ser estrenada el 1958 després de la seva mort.

## Paper memorable
Bedoya és recordat com a "Gold Hat", el cap dels bandits que declara "no t'he de mostrar cap pudenta placa" en la pel·lícula de John Huston El tresor de Sierra Madre. Aquesta pel·lícula és la número 30 a la llista AFI's 100 Years...100 Movies (en català, 100 anys d'AFI... 100 pel·lícules) i la línia de Bedoya és número 36 a la llista AFI's 100 Years...100 Movie Quotes (100 d'AFI... 100 cites de pel·lícules). La línia ha estat àmpliament imitada per altres artistes.

## Vida personal
Bedoya es va casar amb Gertrude Elizabeth Larky Karas el 8 de març de 1950, a Ciutat de Mèxic.
Bedoya va acabar de filmar Grans horitzons el novembre de 1957, a Califòrnia, i va tornar a Ciutat de Mèxic el 8 de desembre 8. Vuit dies més tard, després d'una nit de festa amb la manicura María Lucía Solana Martínez, Bedoya mor d'un atac de cor en una habitació de motel de Ciutat de Mèxic.

## Filmografia
| Any  | Títol                                                        | Funció                     | Notes               |
| ---- | ------------------------------------------------------------ | -------------------------- | ------------------- |
| 1935 | Todo un hombre                                               |                            |                     |
| 1937 | Los chicos de la prensa                                      |                            |                     |
| 1937 | La llaga                                                     |                            |                     |
| 1937 | Almas rebeldes                                               |                            |                     |
| 1937 | Adiós Nicanor                                                | Servidor del Gavilan       | No surt als crèdits |
| 1937 | La madrina del Diablo                                        | Cantinero                  |                     |
| 1938 | Ojos tapatios                                                |                            |                     |
| 1938 | La Adelita                                                   | Villista                   |                     |
| 1938 | Los bandidos de Río Frío                                     | Espiridión                 |                     |
| 1938 | While Mexico Sleeps                                          |                            |                     |
| 1938 | Pescadores de perlas                                         | Simón                      |                     |
| 1938 | La golondrina                                                |                            | No surt als crèdits |
| 1939 | El capitán aventurero                                        | Mesonero                   | No surt als crèdits |
| 1939 | La China Hilaria                                             | Isidro                     |                     |
| 1940 | Los olvidados de Dios                                        | El Tejón                   |                     |
| 1940 | El gavilán                                                   | Pistoler                   |                     |
| 1940 | Los de abajo                                                 | El manteca                 |                     |
| 1940 | El charro Negro                                              | Comandant de policia       |                     |
| 1941 | El Zorro de Jalisco                                          | Esbirro de Ernesto         | No surt als crèdits |
| 1941 | Rancho Alegre                                                |                            |                     |
| 1941 | Hasta que llovió en Sayula                                   |                            |                     |
| 1941 | El capitán Centellas                                         |                            |                     |
| 1941 | El rápido de las 9.15                                        | Tripulació del tren        | No surt als crèdits |
| 1941 | El gendarme desconocido                                      | Greñas                     | No surt als crèdits |
| 1942 | La epopeya del camino                                        |                            | No surt als crèdits |
| 1942 | La abuelita                                                  | Un obrero                  |                     |
| 1942 | Virgen de medianoche                                         |                            |                     |
| 1942 | Simón Bolívar                                                | Conspirador Padilla        | No surt als crèdits |
| 1942 | Los tres mosqueteros                                         | Goril·la al cabaret        |                     |
| 1942 | La Vírgen morena                                             | Popoca                     | No surt als crèdits |
| 1942 | I'm a Real Mexican                                           |                            |                     |
| 1942 | El baisano Jalil                                             | Empleat de Jalil           | No surt als crèdits |
| 1943 | Dulce madre mía                                              |                            |                     |
| 1943 | María Eugenia                                                |                            | No surt als crèdits |
| 1943 | Wild Flower                                                  | Tinent de Rogelio          |                     |
| 1943 | El jorobado                                                  |                            |                     |
| 1943 | Doña Bárbara                                                 | Camperol                   |                     |
| 1943 | Cuando habla el corazón                                      | El Yaqui                   |                     |
| 1943 | El rebelde (Romance de antaño)                               | Bandit                     | No surt als crèdits |
| 1944 | El Headless Woman                                            |                            |                     |
| 1944 | Mis hijos                                                    | Borratxo cantina           | No surt als crèdits |
| 1944 | Me ha besado un hombre                                       |                            |                     |
| 1945 | Me he de comer esa tuna                                      | El Alacrán                 |                     |
| 1945 | Las Abandonadas                                              | Gertrudis López, assistent |                     |
| 1945 | Club verde                                                   |                            |                     |
| 1945 | 'Como México no hay dos'!                                    |                            |                     |
| 1945 | El jagüey de las ruinas                                      |                            |                     |
| 1945 | Sendas del destino                                           |                            |                     |
| 1945 | Hasta que perdió Jalisco                                     | Amigo de Jorge             |                     |
| 1945 | Canaima                                                      | Cholo Parima (Pantoja)     |                     |
| 1945 | Rosalinda                                                    | Cecina                     |                     |
| 1946 | No basta ser charro                                          | Peó                        | No surt als crèdits |
| 1946 | La hija del payaso                                           |                            |                     |
| 1947 | Bells of San Fernando                                        | Guàrdia al Paso            | No surt als crèdits |
| 1947 | El Tigre de Jalisco                                          | Bandido                    |                     |
| 1947 | Si me han de matar mañana                                    | El Nagual                  |                     |
| 1947 | Gran Casino                                                  | El Rayado                  |                     |
| 1947 | Albur de amor                                                |                            |                     |
| 1947 | The Pearl                                                    | Padrí                      |                     |
| 1948 | El tresor de Sierra Madre (The Treasure of the Sierra Madre) | Barret d'or                |                     |
| 1948 | El último chinaco                                            | Sabas                      |                     |
| 1948 | Angel in Exile                                               | Ysidro Álvarez             |                     |
| 1948 | Angel on the Amazon                                          | Paulo                      |                     |
| 1949 | Streets of Laredo                                            | Charley Calicó             |                     |
| 1949 | La casa embrujada                                            | Vendedor de palomas        |                     |
| 1949 | Border Incident                                              | Cuchillo                   |                     |
| 1950 | Les aventures del capità Blood (Fortunes of Captain Blood)   | Carmilio                   |                     |
| 1950 | The Black Rose                                               | Lu Chung                   |                     |
| 1950 | Furia roja                                                   | Ignacio 'El Nacho' López   |                     |
| 1951 | Stronghold                                                   |                            |                     |
| 1951 | Lluita a mort (Man in the Saddle)                            | Cultus Charley             |                     |
| 1952 | La conquista de Califòrnia (California Conquest)             | José Martínez              |                     |
| 1952 | Por ellas aunque mal paguen                                  | Don Lupe                   |                     |
| 1953 | Sombrero                                                     | Don Inocente               |                     |
| 1953 | El foraster duia una pistola (The Stranger Wore a Gun)       | Desgasa                    |                     |
| 1954 | Border River                                                 | Capt. Vargas               |                     |
| 1954 | Ricochet Romance                                             | Alfredo Gonzáles           |                     |
| 1954 | The Black Pirates                                            | Garza                      |                     |
| 1955 | Deu fugitius (Ten Wanted Men)                                | Hermando                   |                     |
| 1956 | La doncella de piedra                                        | Chuachuaima                |                     |
| 1958 | Grans horitzons (The Big Country)                            | Ramón Gutierrez            |                     |